# 石崎祥之
石崎 祥之（いしざき よしゆき、1961年9月13日 - ）は日本の経営学者、観光学者。立命館大学経営学部教授。研究分野は国際観光論。

## 略歴
京都市出身。高槻中学校・高等学校卒業。1985年、立命館大学経営学部卒業。1993年、立命館大学大学院経営学研究科博士後期課程修了。国際連合地域開発センター研究員を経て、1995年、立命館大学経営学部助教授に着任。2011年、立命館大学経営学部教授に就任。

## 主な委員・役員歴
- 大阪府総合計画策定委員
- 姫路市観光戦略会議会長
- 京都市商業ビジョン推進委員会委員
- 滋賀県商工会連合会販路開拓支援事業研究会　座長
- 立命館大学経営学部学生主事（1999年）
- 立命館大学経営学部副学部長

## 著書

### 翻訳
- 『グローバルエアライン』（パット・ハンロン著、1997年11月、成山堂書店）

## 関連情報
- 立命館大学
- 観光学者
- 経済学者